# 林金
林金（16世紀—16世紀），字良珍，號焦崖，福建福州府連江縣大墺人，明朝政治人物。

## 生平
林金是衡水知縣林崧之孫，以選貢中嘉靖十六年（1537年）的順天鄉試舉人，授靖州學正，建立見易書院教授生徒，調任湖廣通山知縣，為政勤勞敏捷，能裁抑豪強、撫循善良、修葺學宮、撤去淫祀，公餘時賦詩，有《愛山堂集》流傳。七年後他陞任河池知州，人民得知後不停哭泣，脫靴表示留戀；在河池期間他修繕學宮、疏通河堤，士人立二塊石碑讚頌其功德，死後入祀名宦祠。

## 引用
1. 1 2  民國《連江縣志·卷二十三·列傳》：林金，字良珍，號焦崖，大墺人，衡水令崧之孫，以拔貢登嘉靖十六年順天歸仁紹榜。初授靖州學正，開見易書院，以文行率生徒，遷知楚通山縣，清節著聞，轉河池州知州，修學宮、浚河堤，士立二石頌德，著書二種詳藝文志。 綴循良 按徐惟和《晉安風雅集》連人入選者六：王德溢、文吳華【吳文華】、陳第、游璉，金亦與焉，其一失名，時有連江六才子之目
2. ↑  同治《通山縣志·卷四》：林金，連江人，嘉靖丁未年舉人任（通山知縣），執官勤敏有決斷，裁抑豪右、拊循善良、葺修學宮、撤毀淫祀，每公暇賦詩，有《愛山堂集》傳。於邑七年陞河池州，比去通民大泣，脫靴以志去思，登名宦。